# Haut-shérif du Mid Glamorgan
Le haut-shérif du Mid Glamorgan (High Sheriff of Mid Glamorgan en anglais) ou le haut-shérif de Morgannwg Ganol (Uchel Siryf Morgannwg Ganol en gallois) est le représentant judiciaire de la monarchie britannique dans le comté du Mid Glamorgan.
La fonction est pour la première fois exercée par John Lewis Maybery Bevan, nommé le 26 mars 1974 pour l’année 1974-1975. Richard John Penry Lewis est le haut-shérif du Mid Glamorgan pour l’année 2024-2025 à la suite de sa nomination le 14 mars 2024.

## Histoire
Au sens du Local Government Act 1888, les shrievalties sont définies à partir des comtés administratifs créés à partir du 1er avril 1889 en Angleterre et au pays de Galles. Cependant, au pays de Galles, celles-ci sont modifiées au 1er avril 1974 d’après la disposition 219 du Local Government Act 1972,.
Une nouvelle shrievalty couvrant le comté du Mid Glamorgan est ainsi érigée à partir de celles de Brecon du Glamorgan (comprenant le borough de comté de Merthyr Tydfil) et du Monmouthshire, de façons partielles. Alors que les fonctions de shérifs de Brecon (en), du Glamorgan (en) et du Monmouthshire (en) sont abolies le 31 mars 1974, celle de haut-shérif du Mid Glamorgan est instituée au 1er avril 1974.
Le Local Government (Wales) Act 1994 abolit les comtés créés au pays de Galles par la loi de 1972 au 31 mars 1996. Toutefois, ceux-ci conservent un rôle cérémoniel limité en tant que comtés préservés, notamment dans le cadre des shrievalties. Ainsi, le comté préservé du Mid Glamorgan reste opérationnel dans de nouvelles limites territoriales, qui sont les mêmes que celles décrites par la loi en 1972, avec le retrait des communautés d’Ewenny, de Pentyrch, de St Bride's Major et de Wick vers le South Glamorgan.

## Liste des haut-shérifs
| Identité                      | Nomination   | Souverain    | Année     |
| ----------------------------- | ------------ | ------------ | --------- |
| John Lewis Maybery Bevan      | 26 mars 1974 | Élisabeth II | 1974-1975 |
| Herbert Leslie Joseph         | 18 mars 1975 | Élisabeth II | 1975-1976 |
| Douglas George Badham         | 17 mars 1976 | Élisabeth II | 1976-1977 |
| Douglas Andrew Scott          | 9 mars 1977  | Élisabeth II | 1977-1978 |
| Murray Adams McLaggan         | 21 mars 1978 | Élisabeth II | 1978-1979 |
| George Morgan Thomas Lindsay  | 14 mars 1979 | Élisabeth II | 1979-1980 |
| Robert Watkin Stacey Knight   | 19 mars 1980 | Élisabeth II | 1980-1981 |
| Edward Arthur Lewis           | 18 mars 1981 | Élisabeth II | 1981-1982 |
| William Kingdon Eynon         | 10 mars 1982 | Élisabeth II | 1982-1983 |
| Alan Edward Mayer             | 16 mars 1983 | Élisabeth II | 1983-1984 |
| Edward Rea                    | 14 mars 1984 | Élisabeth II | 1984-1985 |
| Owan Anthony Mervyn Williams  | 20 mars 1985 | Élisabeth II | 1985-1986 |
| Kathrin Elizabeth Thomas      | 26 mars 1986 | Élisabeth II | 1986-1987 |
| Peter Dobson Allen            | 18 mars 1987 | Élisabeth II | 1987-1988 |
| Derek William Charles Morgan  | 23 mars 1988 | Élisabeth II | 1988-1989 |
| Harold John Tamplin           | 15 mars 1989 | Élisabeth II | 1989-1990 |
| Islwyn Thomas Rees            | 14 mars 1990 | Élisabeth II | 1990-1991 |
| David Edward Cox              | 20 mars 1991 | Élisabeth II | 1991-1992 |
| Kenneth Merlin David Johns    | 16 mars 1992 | Élisabeth II | 1992-1993 |
| Barbara Magdalene Ladbrooke   | 10 mars 1993 | Élisabeth II | 1993-1994 |
| Thomas Udy Buckthought        | 15 mars 1994 | Élisabeth II | 1994-1995 |
| Byron Frederick Butler        | 15 mars 1995 | Élisabeth II | 1995-1996 |
| Dan Clayton Jones             | 13 mars 1996 | Élisabeth II | 1996-1997 |
| Raymond William Martin        | 19 mars 1997 | Élisabeth II | 1997-1998 |
| Anthony Robert Lewis (en)     | 18 mars 1998 | Élisabeth II | 1998-1999 |
| David Hugh Thomas             | 10 mars 1999 | Élisabeth II | 1999-2000 |
| William Hokin Joseph          | 15 mars 2000 | Élisabeth II | 2000-2001 |
| Michael Eammon McGrane        | 14 mars 2001 | Élisabeth II | 2001-2002 |
| Gerald Haydn Coleman          | 26 mars 2002 | Élisabeth II | 2002-2003 |
| John Henry Kendall            | 20 mars 2003 | Élisabeth II | 2003-2004 |
| Bethan Mary Williams          | 10 mars 2004 | Élisabeth II | 2004-2005 |
| Clive Thomas                  | 22 mars 2005 | Élisabeth II | 2005-2006 |
| Alan Sheppard                 | 8 mars 2006  | Élisabeth II | 2006-2007 |
| Charles Henry Knight          | 6 mars 2007  | Élisabeth II | 2007-2008 |
| Anne Yvette Morgan            | 12 mars 2008 | Élisabeth II | 2008-2009 |
| John Anthony Tal-Williams     | 18 mars 2009 | Élisabeth II | 2009-2010 |
| Beverley Humphreys            | 17 mars 2010 | Élisabeth II | 2010-2011 |
| Barbara Wilding (en)          | 16 mars 2011 | Élisabeth II | 2011-2012 |
| Carol Ann Jenkins             | 14 mars 2012 | Élisabeth II | 2012-2013 |
| Rory James Murray McLaggan    | 13 mars 2013 | Élisabeth II | 2013-2014 |
| Elizabeth Singer              | 5 mars 2014  | Élisabeth II | 2014-2015 |
| Jayne Ann James               | 19 mars 2015 | Élisabeth II | 2015-2016 |
| Gwynfryn John George          | 15 mars 2016 | Élisabeth II | 2016-2017 |
| David John Davies             | 8 mars 2017  | Élisabeth II | 2017-2018 |
| Jonathan Hugh Wall            | 14 mars 2018 | Élisabeth II | 2018-2019 |
| Wilma Christina Jean Donnelly | 13 mars 2019 | Élisabeth II | 2019-2020 |
| Jason Michael Edwards         | 11 mars 2020 | Élisabeth II | 2020-2021 |
| Jeffrey Edwards               | 10 mars 2021 | Élisabeth II | 2021-2022 |
| Maria Kovacevic Thomas        | 16 mars 2022 | Élisabeth II | 2022      |
| Maria Kovacevic Thomas        | 16 mars 2022 | Charles III  | 2022-2023 |
| Jean White                    | 8 mars 2023  | Charles III  | 2023-2024 |
| Richard John Penry Lewis      | 13 mars 2024 | Charles III  | 2024-2025 |